# Le Jaguar (film, 1963)
Pour les articles homonymes, voir Le Jaguar.
Pour plus de détails, voir Fiche technique et Distribution.
Le Jaguar (El llanero) est un western franco-espagnol coécrit et réalisé par Jesús Franco (crédité comme Jess Frank), sorti en 1963.

## Synopsis
Le film se déroule à la fin du XIXe siècle, en 1863. Au Venezuela, la guerre civile fait rage. Le pays, secoué par des révoltes successives, est livré à l'anarchie ; certains gouverneurs de provinces éloignées se comportent en tyrans. Mais un homme se dresse contre cette tyrannie, que le peuple ne tarde pas à surnomme « le Jaguar ». Bon samaritain, le justicier est entouré d'un groupe de fidèles et il se cache dans les endroits les plus secrets de la région pour mieux attaquer par surprise. Il apparaît pour venir en aide à ceux qui souffrent et qui ont besoin de lui pour faire respecter la loi. Le héros national vit notamment avec Juano, son parrain, et Carlos, un jeune truand qui est prêt à se sacrifier pour lui. Face à eux, un certain Saltierra, un gouverneur ambitieux et sans scrupules que le Jaguar ne cesse d'humilier.
Le Jaguar est également secondé par Lolita qui travaille dans une taverne où elle reçoit les troupes de Saltierra. Ainsi, elle est au courant de toutes les manœuvres militaires du gouverneur et les transmet au Jaguar dont elle est follement amoureuse. Le Jaguar en profite pour dévaliser les riches et les puissants pour distribuer le butin aux nécessiteux. Mais une seconde femme apparaît dans la vie du Jaguar : Inès. Elle est la fille de son pire ennemi, Saltierra. Mais il l'ignore et tombe amoureux d'elle. Son oncle tente de le raisonner mais en vain. Mais Juano est poignardé alors qu'il désirait parler à Inès. Avant de mourir, il explique au Jaguar que ses parents ont été tués par le gouverneur afin de s'emparer de leur hacienda familiale. Ivre de vengeance, le justicier cherche à se venger. Inès lui propose de s'enfuir avec elle mais il tombe dans son piège. Elle n'est pas la fille de Saltierra mais sa fiancée. 
Une lutte acharnée oppose les clans du Jaguar et de Saltierra. Alors qu'il s'apprêtait à le tuer, le gouverneur est abattu par Carlos puis le Jaguar tue son lieutenant dans un duel dans un fleuve. Quant à Inès, elle est gravement blessée. La vengeance étant accomplie, le Jaguar abandonne ses terres aux plus déshérités et, accompagné de la fidèle Lolita et de ses compagnons, s'éloigne vers un nouveau destin.

## Fiche technique
- Titre original : El llanero
- Titre français : Le Jaguar
- Réalisation : Jesús Franco (crédité comme Jess Frank)
- Scénario : Jesús Franco (crédité comme David Khunne) et Nicole Guettard (créditée comme Nicole David)
- Montage : Ángel Serrano
- Musique : Daniel White
- Photographie : Emilio Foriscot
- Production : Francisco Romero
- Sociétés de production : Big 4 (Espagne) et Eurociné (France)
- Société de distribution : Big 4
- Pays de production :  Espagne et  France
- Langue originale : espagnol
- Format : noir et blanc
- Genre : western
- Durée : 95 minutes
- Date de sortie : 
  - Espagne : 1963

## Distribution
- José Suárez : Le Jaguar
- Roberto Camardiel : Juano
- Sylvia Sorrente : Juanita
- Manuel Zarzo : Carlos
- Marta Reves : Inès
- Todd Martin : Kalman
- Felix Dafauce : Mendoza
- Georges Rollin : Saltierra
- Roberto Font : Père Francisco
- Maria Vico
- Emilio Gutierrez Caba
- Xan das Bolas
- Beny Deus
- Alicia Altabella
- Elsa Zabala
- Guillermo Mendez
- José Riesgo
- Mike Brendell
- Rafael Hernandez
- Tito Garcia
- Antonio Padilla
- Albertine Escobar
- Francisco Serrano
- Los Machucombos